# داخون
الداخون هو مدخنة أو أنبوب عمودي أو قناة أو أي هيكل مماثل يتم من خلاله إطلاق غاز منتج الاحتراق الذي يسمى غاز المداخن إلى الهواء الخارجي.